# Fondation Dom-Pedro-IV
 (juillet 2025).
La Fondation Dom-Pierre-IV est une institution portugaise créée le 8 mai 1834 par le roi Pierre IV de Portugal pour venir en aide aux enfants déshérités de Lisbonne. Elle gère aujourd’hui sept établissements qui s’occupent d’environ 850 enfants, âgés de 4 mois à 10 ans.